# Alto del Tigre
Alto del Tigre är en ort i Mexiko.   Den ligger i kommunen Ozuluama de Mascareñas och delstaten Veracruz, i den sydöstra delen av landet, 290 km nordost om huvudstaden Mexico City. Alto del Tigre ligger 8 meter över havet och antalet invånare är 405.
Terrängen runt Alto del Tigre är platt. Havet är nära Alto del Tigre åt nordost. Runt Alto del Tigre är det ganska glesbefolkat, med 36 invånare per kvadratkilometer. Närmaste större samhälle är Cucharas, 3,1 km söder om Alto del Tigre. Omgivningarna runt Alto del Tigre är en mosaik av jordbruksmark och naturlig växtlighet.